# Selenia rosea
Selenia rosea là một loài bướm đêm trong họ Geometridae.